# Список умерших в 1073 году
В этой статье представлен список известных людей, умерших в 1073 году.
См. также: Категория:Умершие в 1073 году

## Февраль
- 18 февраля — Понс II[фр.] — епископ Марселя (1008—1073)

## Апрель

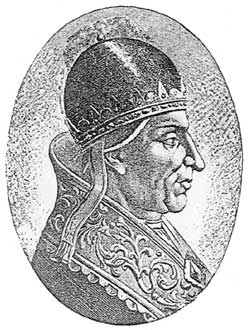
Александр II

- 21 апреля — Александр II — папа римский (1061—1073)

## Май

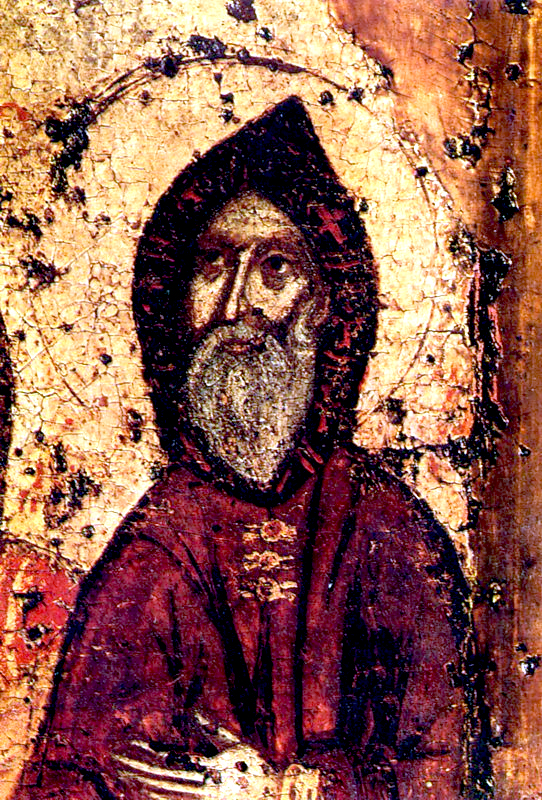
Антоний Печерский

- 7 мая — Антоний Печерский — святой Русской церкви, почитаемый в лике преподобного, основатель Киево-Печерской лавры

## Июнь
- 15 июня — Го-Сандзё — японский император (1068—1073)
- 30 июня — Бадис ибн Хаббус — правитель тайфы Гранада (1038—1073).

## Июль
- 12 июля — Иоанн Гуальберт — святой Римско-Католической церкви, аббат, основатель монашеского ордена валломброзианов, покровитель лесничих.

## Декабрь
- 20 декабря — Доминик Силосский — святой римско-католической церкви.

## Дата неизвестна или требует уточнения

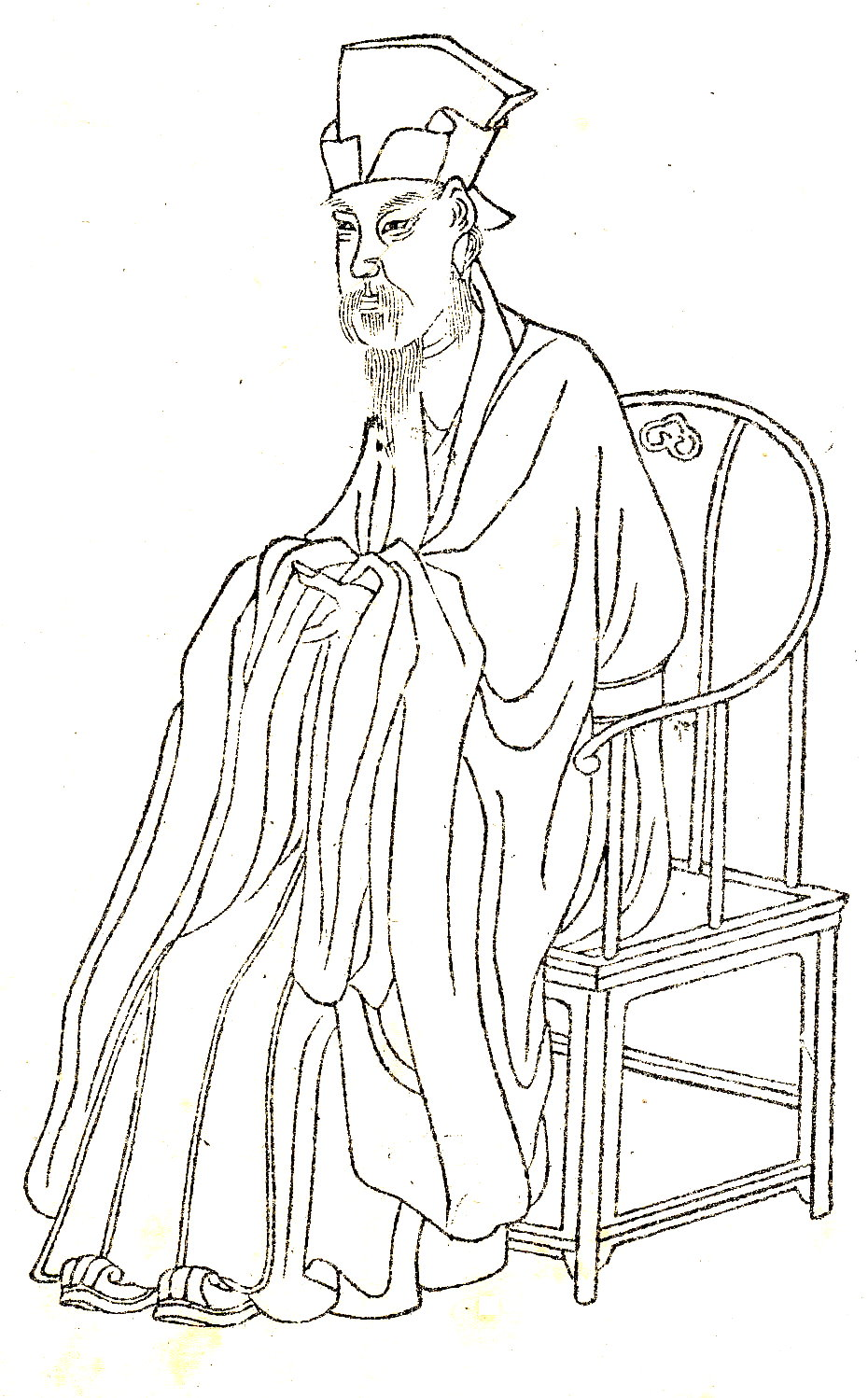
Чжоу Дуньи

- Адимаро — кардинал-священник Санта-Прасседе (1062—1073)
- Баризон I — юдекс Арбореи (1038—1060), юдекс Логудоро (1060—1073)
- Госпатрик — граф Нортумбрии (1067—1068, 1069—1072)
- Кавурт — сельджукский принц, претендент на трон. Казнён
- Константин Диоген — один из сыновей византийского императора Романа IV Диогена.
- Пьетро Орсини — католический церковный деятель, кардинал, Библиотекарь Римской Церкви.
- Сергий III (IV)[англ.] — последний самостоятельный герцог Амальфи (1069—1073)
- Чжоу Дуньи — китайский философ и литератор времён династии Сун, основоположник неоконфуцианства.